# 末田宜史
末田 宜史（すえだ よしふみ）は、日本の男性アニメーション演出家、アニメーション監督。

## 参加作品

### テレビアニメ
2003年
- 獣兵衛忍風帖 龍宝玉篇（制作進行）
- TEXHNOLYZE（制作進行）
- ガングレイヴ（2003年 - 2004年、制作進行）

2004年
- 妄想代理人（制作進行）
- 天上天下（設定進行）
- BECK（2004年 - 2005年、CG担当制作）
- BLEACH（2004年 - 2012年、絵コンテ・演出）

2005年
- Paradise Kiss（設定制作）

2006年
- TOKYO TRIBE2（2006年 - 2007年、演出）

2007年
- CLAYMORE（演出・演出補佐）
- 逆境無頼カイジ（2007年 - 2008年、絵コンテ・演出）

2009年
- RIDEBACK（演出）
- アラド戦記〜スラップアップパーティー〜（演出）
- NEEDLESS（絵コンテ）
- 鋼の錬金術師 FULLMETAL ALCHEMIST（2009年 - 2010年、演出）

2010年
- HEROMAN（絵コンテ・演出）

2011年
- GOSICK -ゴシック-（演出）
- C（演出）
- UN-GO（演出）

2012年
- ダンボール戦機W（2012年 - 2013年、絵コンテ・演出）
- だから僕は、Hができない。（助監督・演出・OP演出・ED演出）
- はいたい七葉（絵コンテ・演出）

2013年
- 戦勇。（演出）
- まおゆう魔王勇者（演出）
- 銀河機攻隊 マジェスティックプリンス（演出）
- ポケットモンスター XY（-2016年、絵コンテ・演出）

2014年
- ノラガミ（絵コンテ・演出）
- シドニアの騎士（ストーリーボード）
- RAIL WARS!（監督）

2015年
- 東京喰種トーキョーグール√A（絵コンテ・演出）
- 六花の勇者（演出）

2017年
- ひなこのーと（演出）

2018年
- ハイスクールD×D HERO（監督）

2019年
- Z/X Code reunion（監督・絵コンテ）

2020年
- クレヨンしんちゃん（絵コンテ・演出）
- 魔王学院の不適合者 〜史上最強の魔王の始祖、転生して子孫たちの学校へ通う〜（絵コンテ・演出）
- 遊☆戯☆王SEVENS（演出）

2021年
- ワールドトリガー（絵コンテ・演出）
- 世界最高の暗殺者、異世界貴族に転生する（絵コンテ・演出）
- ジャヒー様はくじけない!（演出）

2022年
- CUE!（絵コンテ・演出）

2023年
- 東京リベンジャーズ（絵コンテ・演出）
- 神無き世界のカミサマ活動（スーパーバイザー・絵コンテ）
- 勇者が死んだ!（演出）
- るろうに剣心 -明治剣客浪漫譚- (2023)（演出）

2024年
- 戦国妖狐 千魔混沌編（絵コンテ）
- ネガポジアングラー（絵コンテ）

### 劇場アニメ
- 劇場版BLEACH 地獄篇（2010年、演出）

### OVA
- 天上天下 ULTIMATE FIGHT（2005年、設定進行）
- 姉SUMMER!（2011年-2012年、監督[10]・絵コンテ・演出）
- だから僕は、Hができない。（2013年、絵コンテ・演出）[11]

### Webアニメ
- 陰陽師（2023年、演出）